# Аксиома степени
Аксиома степени — аксиома теории множеств, согласно которой на основе любого множества можно образовать множество его подмножеств, то есть такое множество {\displaystyle d}, которое состоит из всех собственных и несобственных подмножеств {\displaystyle b} данного множества {\displaystyle a}. В символьном виде эта аксиома записывается так:
{\displaystyle \forall a\exists d\forall b\ (b\in d\leftrightarrow \forall c\ (c\in b\to c\in a)\ )}
Аксиома степени задаёт тип множеств (подмножества множества {\displaystyle a}), которые должны быть элементами образуемого множества {\displaystyle d}. Вместе с тем она не указывает алгоритма нахождения всех элементов образуемого множества {\displaystyle d}.
Аксиому степени можно вывести из следующих высказываний:
- {\displaystyle \exists d\forall b\ (b\subseteq a\to b\in d)}

- {\displaystyle \forall d\exists c\forall b\ (b\in c\leftrightarrow b\in d\land b\subseteq a)}

Первое из этих высказываний — одно из следствий аксиомы степени, а второе — одна из конкретизаций схемы выделения.
Руководствуясь аксиомой объёмности, можно доказать единственность множества всех подмножеств для каждого множества {\displaystyle a}. Иначе говоря, можно доказать, что аксиома степени равносильна высказыванию
{\displaystyle \forall a\exists !d\forall b\ (b\in d\leftrightarrow b\subseteq a)}, что есть {\displaystyle \forall a\exists d\ (d=\{b:b\subseteq a\}\quad \land \quad \forall d'\ (d'\neq d\to d'\neq \{b:b\subseteq a\})\ )}.

## Альтернативные формулировки аксиомы
{\displaystyle \forall a\exists d\forall b\ (b\in d\leftrightarrow b\subseteq a)}, где {\displaystyle b\subseteq a\Leftrightarrow \forall c\ (c\in b\to c\in a)}
{\displaystyle \forall a\exists d\ (d=\{b:b\subseteq a\})}
{\displaystyle \forall a\exists d\forall b\ (b\notin d\leftrightarrow \exists c\ (c\in b\land c\notin a))}